# Бижу, Сатьябхама Дас
Сатьябхама Дас Бижу (родился в мае 1963 года; русская передача имени в источниках разнообразна) — индийский герпетолог, которого за увлечение лягушками, открытие и описание их новых видов называют Лягушатником. Всего он описал 89 видов. В интервью Sanctuary Asia Бижу был назван «одним из наиболее выдающихся экспертов по амфибиям». Участвовал в кампании по поиску индийских видов, считавшихся исчезнувшими. Автор книг как о растениях, так и об амфибиях и множества статей в престижных научных журналах.
В честь Бижу назван вид лягушек Polypedates bijui.

## Биография
Родился и вырос в штате Керала. Школьного образования не получил. В 1987 получил степень по ботанике в Университете Керала.

## Награды
- Sanctuary Wildlife Service Award (2011)[6]
- IUCN Sabin Award (2008)[7]